# Арсенюк, Александр Николаевич
Алекса́ндр Никола́евич Арсеню́к (укр. Олександр Миколайович Арсенюк; 2 августа 1910 — 27 марта 1996) — участник Великой Отечественной войны, снайпер 58-го гвардейского кавалерийского полка 16-й гвардейской Черниговской кавалерийской дивизии, сформированной в декабре 1941 года в городе Уфе, как 112-я Башкирская кавалерийская дивизия, 7-го гвардейского кавалерийского корпуса 61-й армии Центрального фронта, гвардии красноармеец.
Герой Советского Союза, старший сержант запаса.

## Биография
Родился 20 июля (2 августа) 1910 года в селе Михайловка ныне Ананьевского района Одесской области Украины в крестьянской семье. Украинец. Член ВКП(б) с 1945 года. Образование неполное среднее. Работал монтажником.
В Красную Армию призван в июне 1941 года и направлен в действующую армию.
Снайпер 58-го гвардейского кавалерийского полка (16-я гвардейская кавалерийская дивизия, 7-й гвардейский кавалерийский корпус, 61-я армия, Центральный фронт) гвардии красноармеец Александр Арсенюк в ночь на 27 сентября 1943 года в числе первых переправился на правый берег Днепра. На берегу, занятом, противником, бесстрашный гвардеец, вооружённый автоматом и кинжалом, ворвался во вражескую траншею, убил гитлеровского офицера, взял в плен обер-ефрейтора и доставил его в штаб полка (переправившись вместе с «языком» на левый берег). Пленный дал ценные сведения о расположении противника и его укреплениях.
Гвардии красноармеец Арсенюк, вернувшись на правый берег Днепра, продолжал совершать дерзкие вылазки в немецкий тыл, добывая новые сведения. В бою за деревню Нивки Брагинского района Гомельской области Белоруссии отважный воин был тяжело ранен.
Указом Президиума Верховного Совета СССР «О присвоении звания Героя Советского Союза генералам, офицерскому, сержантскому и рядовому составу Красной Армии» от 15 января 1944 года за «образцовое выполнение боевых заданий командования на фронте борьбы с немецкими захватчиками и проявленными при этом отвагу и геройство» гвардии красноармейцу Арсенюку Александру Николаевичу присвоено звание Героя Советского Союза с вручением ордена Ленина и медали «Золотая Звезда» (№ 3007).
После войны старший сержант Арсенюк А. Н. демобилизован. В 1952 году он окончил Институт повышения квалификации руководящих и инженерно-технических работников. Жил в городе-герое Москве. Скончался 27 марта 1996 года. Похоронен в Москве на Троекуровском кладбище (участок 3).

## Награды
- Медаль «Золотая Звезда» Героя Советского Союза (№ 3007)
- Орден Ленина
- Орден Отечественной войны I степени
- Медали, в том числе:
  - Медаль «За победу над Германией в Великой Отечественной войне 1941—1945 гг.»
  - Юбилейная медаль «Двадцать лет Победы в Великой Отечественной войне 1941—1945 гг.»
  - Юбилейная медаль «Тридцать лет Победы в Великой Отечественной войне 1941—1945 гг.»
  - Юбилейная медаль «Сорок лет Победы в Великой Отечественной войне 1941—1945 гг.»

## Память
- Имя А. Н. Арсенюка высечено золотыми буквами на мемориальных досках вместе с именами всех 78-и Героев Советского Союза 112-й Башкирской (16-й гвардейской Черниговской) кавалерийской дивизии, установленных в Национальном музее Республики Башкортостан (город Уфа, улица Советская, 14) и в Музее 112-й (16-й гвардейской) Башкирской кавалерийской дивизии (город Уфа, улица Левитана, 27).